# Live from the Royal Albert Hall (álbum de Joe Bonamassa)
Live From The Royal Albert Hall é o quarto álbum ao vivo do guitarrista de blues-rock estadunidense Joe Bonamassa.
Foi gravado no dia 04 de Maio de 2009, no Royal Albert Hall, em Londres

## Faixas

### Disco 01
1. Django - 3:43
	
2. The Ballad of John Henry - 6:47	

3. So It's Like That - 2:55	

4. Last Kiss - 7:18	

5. So Many Roads - 6:15	

6. Stop! - 5:56	

7. Further on Up the Road - 5:44	

8. Woke Up Dreaming - 10:06	

9. High Water Everywhere - 5:07	

10. Sloe Gin - 8:18	

11. Lonesome Road Blues - 4:37	

### Disco 02
1. Happier Times - 7:22	

2. Your Funeral My Trial - 4:05	

3. Blues Deluxe - 9:13	

4. Story of a Quarryman - 5:14	

5. The Great Flood - 7:52
	
6. Just Got Paid - 10:44
	
7. Mountain Time - 10:43	

8. Asking Around for You - 10:01

## Chart performance
| Parada Musical (2009)         | Performance | Ref.  |
| ----------------------------- | ----------- | ----- |
| US Billboard Top Blues Albums | #2          | [ 2 ] |